# 창열각
창열각은 대한민국 대구광역시 북구 도남동에 있다.

## 개요
인천이씨 이재엽의 처 덕산이씨의 효행을 기리기 위해 약60여년 전에 칠곡군수가 건립하였다.(현재 이건중)